# أستارم (نرغسان)
أستارم (بالفارسية: استارم) هي قرية تقع في إيران في قسم نرغسان الریفي. يقدر عدد سكانها بـ 229 نسمة بحسب إحصاء 2016.